# Cestreae
Cestreae, monofiletski tribus grmova i drveća iz porodice krumpirovki (pomoćnica, Solanaceae), dio potporodice Cestroideae. Sastoji se od 3 roda sa preko 220 vrsta, od kojih je tipični Cestrum
Tribus je prvi opisan u Analyse des Familles des Plantes 24. 1829.

## Rodovi
1. Sessea Ruiz & Pav. (21 spp.)
2. Vestia Willd. (1 sp.)
3. Cestrum L. (206 spp.)